# Nikolaevka (Oblast' autonoma ebraica)
Nikolaevka (in lingua russa Николаевка) è un centro abitato dell'Oblast' autonoma ebraica, situato nello Smidovičskij rajon.